# Серингейрас
Серингейрас (на португалски: Seringueiras) е град — община в централната част на бразилския щат Рондония. Общината е част от икономико-статистическия микрорегион Алворада д'Оести, мезорегион Източна Рондония. Населението на общината към 2010 г. е 11 649 души, а територията е 2251.266 km2 (5,17 д./km²).

## История
Градът е създаден като помощна база към Проекта за заселване „Бон Принсипио“, със същото име.
Към края на 80-те години бива обсъден проект за еманципация на града (т.е. отделянето му като нова община) в щатската законодателна асамблея, като се предлага името „Бон Принсипио ди Рондония“. При провеждането на обсъжданията депутатът Редитарио Касол, автор на проекта, бива известѐн от делегата на IBGE в Рондония, Жерино Алвис за съществуването на община в Рио Гранди до Сул със същото име.
Заедно с проекта се разглеждат и преходни разпоредби към новата щатска конституция от 1989 г., при което депутатът Амизаел Силва изказва мнение че изрази като „д'Оести“ и „ди Рондония“ не трябва да присъстват в бъдещи топоними. По предложение на Жерино Алвис, Силва избира името Серингейрас, понеже районът край река Сао Мигел е голям производител на каучук, който се извлича от дървото Hevea brasiliensis, на португалски: seringueira.
С името Серингейрас общината е създадена на основание закон № 370, от 13 февруари 1992, подписан от губернатора Освалдо Пиана Фильо, върху територии отделени от общините Сао Мигел до Гуапоре и Коста Маркис.

## География
Градът се намира на 11º47'53" ю.ш. и на 63º01'52" з.д., а средната му надморска височина е около 0 метра. Според преброяването от 2010 г. населението на общината възлиза на 11 649 души, а територията е 2251.266 km2 (5,17 д./km²).